# Rock with You
A Rock with You Michael Jackson amerikai énekes 1979-ben megjelent, Off the Wall című albumának második kislemeze. A dalt Rod Temperton, a Heatwave együttes tagja írta – aki később a Thrillert is –, és 1979. október 10-én jelent meg. Ez volt az 1980-as évek egyik első listavezető R&B-dala; az első helyre került a pop és R&B-slágerlistán is, és Jackson egyik legnépszerűbb dala lett. A Billboard szerint a dal az 1980-as év negyedik legjobb kislemeze. A diszkókorszak egyik utolsó nagy slágerének is tartják.
2006. február 27-én újra megjelent, a Visionary: The Video Singles box set részeként.

## Videóklip
A dal videóklipjében Jackson csillogó ezüst öltözékben énekli a dalt ragyogó fény előtt. A klipet Bruce Gowers rendezte. A klip felkerült Jackson több videóklip-gyűjteményére: a Video Greatest Hits – HIStory, a Number Ones és a Michael Jackson’s Vision címűekre.

## Fellépések
Michael Jackson előadta a dalt a The Jacksons Destiny, Triumph és Victory turnéján, valamint szólóturnéin, a Bad és HIStory turnékon, de utóbbiakon csak az Off the Wall-egyveleg részeként. A Dangerous World Tour Neverlanden tartott próbáin is szerepelt, ám koncerten végül nem adta elő. A tervek szerint előadta volna a This Is It koncertsorozat részeként is, amire azonban halála miatt nem került sor.

## Feldolgozások
- 1995-ben Brandy amerikai énekesnő dolgozta fel Quincy Jones Q’s Jook Joint című albumára (szerepel Brandy The Best of Brandy című, 2005-ben megjelent albumán is).
- Chuck Loeb dzsesszgitáros feldolgozta Listen című albumán.[2]
- 2003-ban Ashanti amerikai énekesnő dolgozta fel Rock With Me (Aww Baby) című dala remixeként, és a BET Awards díjkiosztón is előadta.
- 2005-ben Fernanda Abreu brazil énekes dolgozta fel Um Barzinho Um Violao 4 lemezen.
- 2007-ben a japán Cargo house-együttes dolgozta fel Jewel című albumán.
- Emi Hinouchi japán énekes is feldolgozta.
- 2007-ben Chris Brown amerikai énekes is előadta a New Orleans-i Essence Music Festival keretében.
- A dal szerepel a Karaoke Revolution Presents: American Idol számítógépes játékban, melyet a Wavegroup cég gyártott.
- 2009-ben Kelly Clarkson amerikai énekesnő előadta a dalt Eric Hutchinsonnal All I Ever Wanted turnéján.
- Michael Jackson halála után Frankie J R&B-énekes is feldolgozta a dalt és közzétette MySpace-oldalán.
- 2009 októberében Mariah Carey is előadta Trey Lorenzzel Live at the Pearl koncertjein 2009 szeptemberében és októberében Las Vegasban.
- 2009-ben Aphex Twin előadta a dal egy remixét az oszakai 2009 Osaka Summer Sonic zenei fesztiválon, a Jackson előtt egy héttel elhunyt Eon rave-zenész egy számának remixével együtt.

A dal szerepel a Michael Jackson: The Experience videójátékban.

## Mixek
- Original LP Version – 3:38
  - Ez az eredeti változat csak a hanglemez és CD első kiadásain szerepelt, a későbbi hanglemezeken és a CD-ken a 7" Remix teljes változata váltotta fel. Későbbi, remaszterelt változata hallható a King of Pop album French Fans’ Selection – Deluxe Box Set Edition változatán.
- 7" Remix/Video Edit – 3:23
  - Ez szerepelt a kislemezen és a videóklipben. A bridge-t kétrészesről egyre vágták benne, több benne a gitár, taps és duda.
- Album Remix – 3:38
  - Ugyanaz, mint a 7" Remix, de a bridge megmaradt benne.
- Extended Version – 4:57
  - Csak a japán Rock With You / Robin Hood című promóciós 12" lemezen jelent meg (a második dal a Fox and the Promes együttes dala).
- Masters at Work Remix – 5:29
- Frankie’s Favorite Club Mix – 7:49
- Frankie’s Knuckles Radio Mix – 3:50
  - A The Masters at Work Remix és a Frankie Knuckles remixek is új vokálokat és adlibeket használnak fel, amik az albumváltozaton nincsenek rajta, a remixelők ugyanis megkapták a masterfelvételeket is, amelyeken olyan hangok is hallhatóak voltak, amik az albumváltozatra nem kerültek rá.
- Freemasons Bootleg Remix – 5:44
- Live  – 3:55
  - Koncertfelvétel az 1981-ben megjelent The Jacksons Live! albumról. Megjelent 1983-ban a Wanna Be Startin’ Somethin’ brit 12" kislemezén.

## Dallista
| 7" kislemez (Európa)(EPC 8206) - A. Rock with You – 3:38 - B. Get on the Floor – 4:44 12" kislemez (Hollandia)(EPC 12.8206) - A. Rock with You – 3:20 - B1. You Can’t Win – 7:17 - B2. Get on the Floor – 4:44 7" kislemez (USA)(9-50797) - A. Rock with You – 3:20 - B. Workin’ Day and Night – 4:55 | Visionary DualDisc kislemez(82876725132) CD oldal 1. Rock with You – 3:23 2. Rock with You (Masters at Work Remix) – 5:33 DVD oldal 1. Rock with You (videóklip) |

## Helyezések
| Slágerlista (1980)              | Legmagasabb helyezés |
| ------------------------------- | -------------------- |
| Ausztrál kislemezlista          | 4                    |
| Brit kislemezlista              | 7                    |
| Francia kislemezlista           | 59                   |
| Ír kislemezlista                | 11                   |
| Kanadai kislemezlista           | 4                    |
| Német kislemezlista             | 58                   |
| Olasz kislemezlista             | 9                    |
| Spanyol kislemezlista           | 1                    |
| USA Billboard Hot 100           | 1                    |
| USA Hot R&B Singles             | 1                    |
| Slágerlista (2009)              | Legmagasabb helyezés |
| Ausztrál kislemezlista          | 36                   |
| Brit kislemezlista              | 54                   |
| USA Billboard Hot Digital Songs | 17                   |